# Artikel 10 van het Europees Verdrag voor de Rechten van de Mens
Artikel 10 van het Europees Verdrag voor de Rechten van de Mens regelt het recht op vrijheid van meningsuiting en persvrijheid. Dit recht is onderworpen aan beperkingen die "bij wet zijn voorzien" en "in een democratische samenleving noodzakelijk". Het recht omvat ook de vrijheid om er meningen op na te houden, en om inlichtingen en denkbeelden te ontvangen en te verstrekken.

## Tekst
Artikel 10 – Vrijheid van meningsuiting
1. Een ieder heeft recht op vrijheid van meningsuiting. Dit recht omvat de vrijheid een mening te koesteren en de vrijheid om inlichtingen of denkbeelden te ontvangen of te verstrekken, zonder inmenging van enig openbaar gezag en ongeacht grenzen. Dit artikel belet Staten niet radio- omroep-, en bioscoop- of televisieondernemingen te onderwerpen aan een systeem van vergunningen.
2. Daar de uitoefening van deze vrijheden plichten en verantwoordelijkheden met zich brengt, kan zij worden onderworpen aan bepaalde formaliteiten, voorwaarden, beperkingen of sancties, die bij de wet zijn voorzien en die in een democratische samenleving noodzakelijk (proportioneel en subsidiair) zijn in het belang van de nationale veiligheid, territoriale integriteit of openbare veiligheid, het voorkomen van wanordelijkheden en strafbare feiten, de bescherming van de gezondheid of de goede zeden, de bescherming van de goede naam of de rechten van anderen, om de verspreiding van vertrouwelijke mededelingen te voorkomen of om het gezag en de onpartijdigheid van de rechterlijke macht te waarborgen.

## Corresponderende wetgeving
Voor verwijzingen naar onder andere de Nederlandse en de Belgische grondwet, zie vrijheid van meningsuiting.

## Jurisprudentie
- Otto-Preminger-Institut/Oostenrijk
- EHRM 12 juni 2012, 26005/08 en 26160/08 (Tatár & Fáber/Hongarije)
- EHRM 27-03-1996 Goodwin/Verenigd Koninkrijk
- EHRM 7-07-2020, 57462/19 (Mahi / België)

Artikel 1 · Artikel 2 · Artikel 3 · Artikel 4 · Artikel 5 · Artikel 6 · Artikel 7 · Artikel 8 · Artikel 9 · Artikel 10 · Artikel 11 · Artikel 12 · Artikel 13 · Artikel 14 · Artikel 15 · Artikel 16 · Artikel 17 · Artikel 18 · Protocollen